# Экономическая блокада Литвы (1990)
Экономическая блокада Литвы (лит. Lietuvos ekonominė blokada) — блокада со стороны СССР, продолжавшаяся с 18 апреля до 2 июля 1990 года. Причиной этого стало невыполнение Литвой ультиматума, направленного ей Николаем Рыжковым и Михаилом Горбачёвым, согласно которому страна должна была отказаться от претензий на независимость и признать действие Конституции СССР.

## Предыстория
После прихода Горбачёва к власти, в СССР началась Перестройка, одновременно с этим от власти требовались усилия для сохранения целостности страны, Михаилу Горбачёву приходилось идти на уступки на разных уровнях. По его инициативе в Конституцию СССР были внесены поправки, благодаря одной из которых Горбачёв стал президентом.
8 февраля 1990 в Литве отказались признавать Конституцию Советского Союза и решение Сейма от 1940 года о вхождении страны в состав СССР. Эти действия были сделаны при участии представителей движения «Саюдис», целью которого было добиться независимости Литвы. В конце февраля прошли выборы в Верховный Совет республики, на которых победили силы, поддерживающие курс на отделение.
11 марта 1990 года Верховный Совет Литвы принял Акт восстановления государственности Литвы, отменил действие Конституций Литовской ССР и Советского Союза на территории новообразованного государства и объявил о выходе республики из состава СССР.
Горбачёв, несмотря на это предложил вести переговоры с Вильнюсом посредством деятелей культуры и политиков.

Нынешнее литовское руководство не внемлет голосу разума, продолжает игнорировать решение III внеочередного Съезда народных депутатов СССР, предпринимает в одностороннем порядке действия, идущие вразрез с Конституцией СССР и носящие откровенно вызывающий и оскорбительный для всего Союза характер.
— Михаил Сергеевич Горбачёв, президент СССР в газете «Правда»
13 апреля 1990 года Горбачёв и председатель Совета министров Николай Рыжков направили руководству Литвы ультиматум, согласно которому до 15 апреля требовалось отказаться от претензий на независимость и признать действие Конституции Советского Союза. В противном случае Литве грозила экономическая блокада. Ответа с литовской стороны на ультиматум не последовало, поэтому 17 апреля были введены санкции, которые вступили в силу на следующий день. Однако, ещё в конце марта в Вильнюс вошли советские танки и войска, десантники заняли городской комитет КПЛ (Коммунистической партии Литвы), Дом политпросвещения, Высшую партийную школу и здание Центрального комитета КПЛ и прочие общественные здания.

## Ход блокады
Изначально, блокада началась с ограничения на поставки нефти в Литву, а позже возник список товаров, которые были запрещены к ввозу в республику. В этот список входили продукты и сырьё, без последнего останавливалась работа большинства предприятий. Из-за этого Верховный Совет Литвы ввёл продуктовые талоны.
В день объявления блокады СССР прекратил поставки нефти на нефтеперерабатывающее предприятие, а на следующий день сократил поставки газа до минимума. В ответ на эти действия 19 апреля правительство Литвы сформировала Комиссию по координированию вопросов обеспечения хозяйства республики топливом и другими энергетическими ресурсами, состоящую из представителей правительства и энергетических предприятий.
Литва прекратила поставлять электроэнергию в советские военные части, находившиеся на территории республики. Власти Литвы, Латвии и Эстонии подписали соглашение о создании Балтийского рынка, который должен был ослабить зависимость республик от СССР.
Из-за нехватки сырья Верховный Совет Литвы 24 апреля принял постановление о формировании Госкомиссии по подготовке и реализации плана антиблокадных мер, которую возглавила премьер-министр Казимера Прунскене. Государственная комиссия разработала план антиблокадных мер, который после обсуждений был принят Верховным Советом 25 апреля в виде закона о временных мерах в условиях проводимой СССР блокады, согласно которым было намечено преобразование производства, централизованное использование материальных и финансовых ресурсов местных самоуправлений, государственных и кооперативных предприятий, учреждений, введение нормированной продажи товаров первой необходимости, предусмотрен запрет на вывоз за пределы Литвы продукции, сырья без разрешения правительства.
Экономическая блокада Литвы вынудила правительство быстро начать освоение нефтяных ресурсов внутри страны. Именно тогда в Литве впервые началась добыча нефти — были выкачаны первые 12 тысяч тонн.
К маю литовцы стали обращаться к европейским лидерам, Каземира Прунскене отправилась в Москву в поисках компромисса при посредничестве посла из США, однако безуспешно.
26 апреля в знак протеста против объявленной Советским Союзом блокады в Москве, перед Большим театром, 52-летний житель Мариямполе Станисловас Жемайтис совершил акт самосожжения.
23 мая Верховный Совет Литвы обратился к Народам мира по поводу экономической блокады республики. Проводимая СССР блокада была названа агрессией, вызывающей правовые последствия.
Ближе к концу июня компромисс был найден: Горбачёв попросил председателя Верховного Совета Литвы Витаутаса Ландсбергиса приостановить действие Акта о восстановлении независимости. В Литве приостановили действие акта на сто дней, а Горбачев пообещал снять блокаду, что произошло 2 июля 1990 года. 30 июня 1990 года на Мажейкяйское нефтеперерабатывающее предприятие вновь стала поставляться нефть из Советского Союза, а 6 июля министерство иностранных дел СССР направило консульским службам циркуляр, в котором указывалось, что ограничения на въезд в Литву отменяются на срок переговоров между СССР и Литовской ССР, спустя день была прекращена и блокада железной дороги Литвы.

## Итог
Экономическая блокада, длившаяся два с половиной месяца, нанесла Литве ущерб, составивший 11 % валового внутреннего продукта. Однако, пострадала не только Литва. Блокада также нанесла удар по советской экономике, так как на территории республики находились около 100 предприятий союзного масштаба. Также от Литвы зависела Калининградская область РСФСР, получавшая оттуда большую часть электроэнергии.

## Последствия
Однако в таких условиях переговоры о выходе Литвы из состава СССР в итоге растянулись до декабря и не принесли результатов, 28 декабря 1990 года было возобновлено действие Акта о восстановлении независимости. В ответ на это со стороны СССР была применена сила, в литовские города были введены войска, что привело к кровопролитию.